# Gardey
Gardey es una localidad del partido de Tandil, provincia de Buenos Aires, Argentina. Es la tercera urbe del partido en cuanto a población, detrás de la ciudad de Tandil, y María Ignacia (Estación Vela).

## Población

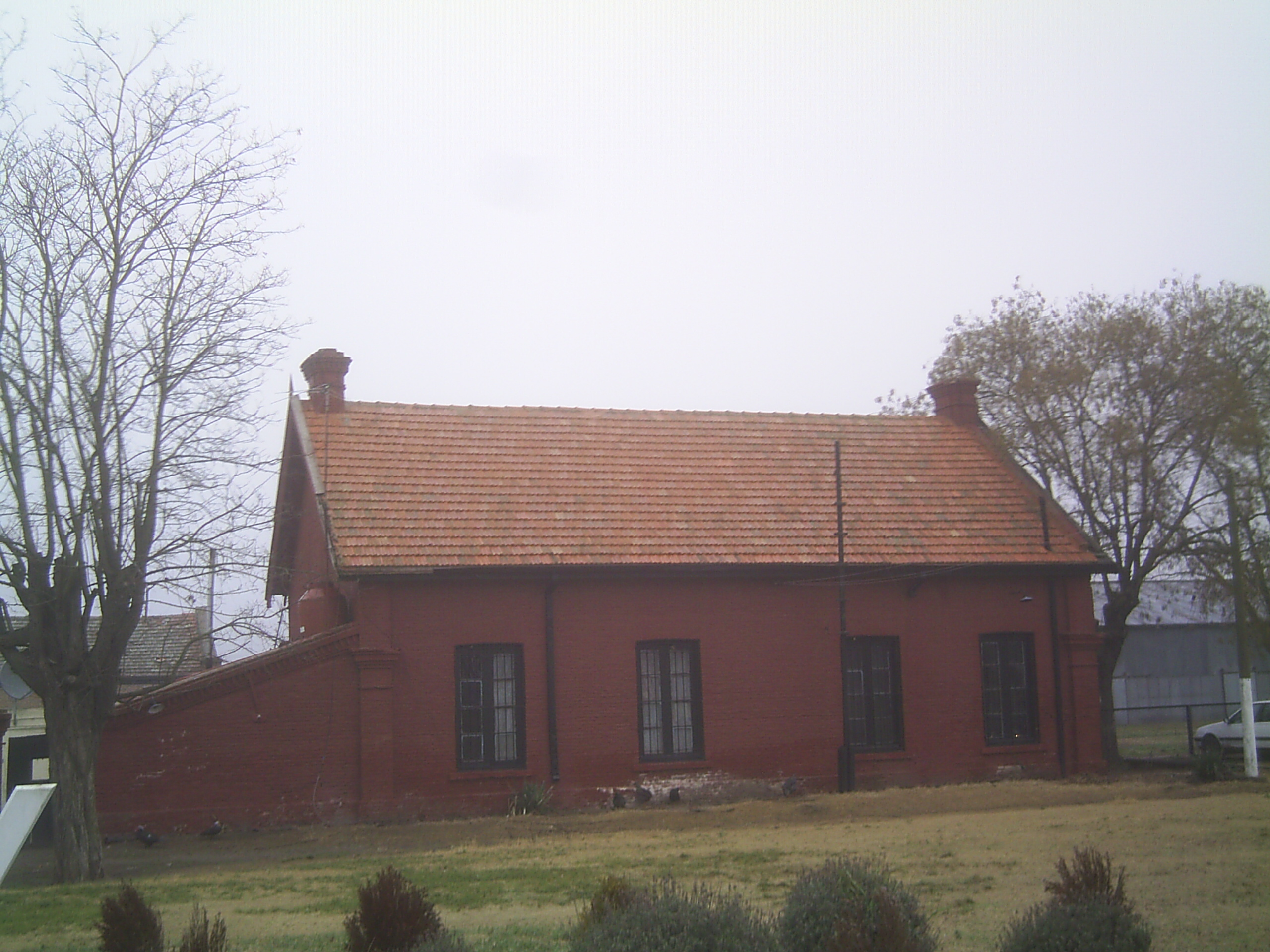
Estación de tren

Cuenta con 532 habitantes (Indec, 2010), lo que representa un leve incremento del 2 % frente a los 521 habitantes (Indec, 2001) del censo anterior.
En los últimos años, evidencio un importante crecimiento demográfico, dada su cercanía con la ciudad de Tandil. La localidad es elegida para vivir en un lugar de impronta rural, cerca de la ciudad. 
| Gráfica de evolución demográfica de Gardey entre 1991 y 2010 |
|                                                              |
| Fuente: Censos nacionales del INDEC                          |

## Geografía
Está ubicada a cinco leguas aproximadamente de Tandil y 80 km de Azul en medio de una horqueta conformada por los arroyos Chapaleofú chico y grande. El arroyo tiene dos cauces, el chico y el grande, se denomina horqueta al punto donde se unen.
Está rodeada por unos galpones de zinc desteñido y un grupo de construcciones de ladrillo muy antiguas.
La avenida principal comienza al finalizar un camino de polvo amarillo león a la altura de donde fue el taller del señor Gargani, pasa por la iglesia y por la plaza principal.

## Historia
Pablo Guglieri, fundador de la localidad, fue un proveedor del ejército durante la presidencia de Julio A. Roca según explica Jorge Miglione, un investigador en historia que vive algunos meses en este pueblo y en algunas ocasiones viaja a Buenos Aires a investigar en bibliotecas. Guglieri le compra tierras a Eduardo Gardey con el fin de lotearlas y dar forma a una urbanización. El trazado urbano es obra de Luis Monteverde.
En agosto de 1852 Josefa Montes de Oca le vendió a Pilar López de Osornio, esposa de Eduardo Gardey y prima de Juan Manuel de Rosas una porción de tierra de más de siete leguas cuadradas, una superficie que abarcaba desde el límite oriental del arroyo Chapaleofú hasta el ejido urbano de Tandil conformando la estancia "El Pilar" nombre con el que se conoció originalmente al poblado.
En esa época se instala en Tandil Juan Gardey, y sus hermanos, quienes se desempeñan como mercachifles y carrero, instalan frente al Fuerte Independencia en las esquinas de las actuales esquinas de Belgrano y Rodríguez donde hoy se ubica el Automóvil Club Argentino.
Eduardo Lumb, un propietario de tierras de la zona del Chapaleofú proyectó a fines de agosto de 1861 un "Camino de hierro" a Chascomús, el inicio del Ferrocarril del Sud.
En 1875 se producen invasiones de indios que se prolongaron durante dos años, destacándose entre los invasores los caciques Namuncurá y Catriel. Los diarios de la época publican reportes de sus corresponsales dando cuenta de los ataques ocurridos en la zona. Hotensio Miguens, encargado de la Subinspección Costa-Sud que tenía jurisdicción en esta zona a establecer en la zona de las Horquetas del Chapaleofú un campamento con cien milicianos. Los ataques son detenidos durante la presidencia de Roca en 1879 quien los repele en solo tres meses durante la Campaña al Desierto.
Por ese entonces fallece Pedro Vela y su esposa Petrona Vasques hereda las tierras ubicadas en las Horquetas del Chapaleofú y al fallecer esta a sus herederos. La parte que corresponde a Gardey la recibió Petrona Vela de Valdivieso.
El 19 de agosto de 1883, el Ferrocarril del Sud inauguró el trayecto entre Ayacucho y Tandil y se proyecta ampliarlo hasta Juárez estableciendo una estación el kilómetro 356 que se denominaría Pilar. Para este fin Petrona Vela vendió una superficie de 37 has para establecer las vías y la estación. La inauguración fue en 1884.
El resto de las tierras fueron vendidas por Petrona Vela a Justiniano Posse quien a su vez, cumpliendo un pacto de retroventa, se las vende en 1890 a Armindo Valdivieso quien las denominó "Las Horquetas" y el 5 de octubre de 1891 se las vende a Juan Gardey al precio de 180000 $ m/n. 
Siendo Gardey el propietario de las tierras el 18 de agosto de 1895 el gobierno provincial le cambia el nombre a la estación: Gardey por Pilar siguiendo la normativa de identificación vigente en esa época.
Se construyó un puente sobre el Chapaleofú solicitado por los vecinos de la zona para permitir las comunicaciones entre las estaciones Gardey y Vela con la localidad de Tandil. La Municipalidad de Tandil lo construye sobre el paso hondo y la licitación sale con un costo estimado de 4800$. Juan Gardey que contaba con 3000 pesos que serían completados con donaciones.
Gardey junto con otros socios establece una sucursal del almacén que tenía en Tandil y lo llamó "Almacén y Tienda Las Horquetas", quedando al frente del mismo Juan, el sobrino de Gardey.
Cuando falleció Gardey en el juicio sucesorio se otorgó en condominio a sus hijos Eduardo y Emilio el campo "Las Horquetas" y el negocio de ramos generales pasó a ser manejado por la sociedad "Peyré y Gardey" conformada por Santiago Peyre, que gerenció el local de Tandil y Juan Gardey, el sobrino, que gerenció el local de Gardey.
En 1912 Eduardo le vende unas propiedades incluida la estancia Las Horquetas a Adriano Dithurbide y el 25 de octubre de ese mismo año este se las vende a Guglieri en un valor 784250 pesos. En el mismo acto Guglieri le entrega un poder especial a Juan Salduna para que inicie todos los trámites necesarios para establecer una localidad en el lugar, esta operación no fue bien vista por la familia de Gardey e iniciaron acciones legales al considerarla sospechosa.
El agrimensor Luis Monteverde efectuó el diseño y replanteo del pueblo que se iba a construir. Cabe señalar que Monteverde era un dirigente radical, partido político gobernante en ese entonces.
En marzo de 1913, Salduna presenta ante el Ministerio de Obras Públicas bonaerense la solicitud de autorización para construir un pueblo frente a la estación de ferrocarril. Guglieri mientras espera el visto bueno de las autoridades explota las tierras mediante la cría de ganado, y el 27 de marzo la firma La Ganadera realiza el primer remate de hacienda.
El Departamento de Ingenieros realiza una serie de observaciones que son aceptadas por Salduna y a su vez proponer asignar el nombre de Gardey a la localidad. El 7 de abril de 1913 el Poder Ejecutivo provincial autorizó mediante una resolución los planos presentados. Y el 27 de abril de 1913 La Ganadera realizó el primer remate de hacienda en el Centro de Población Gardey"
La prensa de Tandil publicó la noticia de la fundación del pueblo recién el 28 de septiembre de 1913 mediante una breve nota aparecida en el diario El Eco de Tandil que decía:

FUNDACION DE UN PUEBLO
El P.E. ha resuelto aprobar el replanteo del pueblo Gardey, en Tandil, efectuado por el agrimensor Luis Monteverde, debiendo el interesado escriturar a favor el fisco las reservas correspondientes'.
Superado el entredicho judicial, Guglieri rápidamente continúa las ventas, avisando el 1 de noviembre a los compradores de tierras en el Centro Gardey que debían concurrir a regularizar su compra, dándoseles opción a la posesión de los lotes, ó á reembolsarse de la seña, o cuotas que hubiesen abonado, dejando sin efecto el contrato de compra- venta y "La Agrícola Ganadera S.A" anunciaba que el domingo 5 de abril de 1914 remataría en el Pueblo Gardey, la parte que había quedado sin venderse del nuevo pueblo, destacando que era una oportunidad única de hacerse propietario. Hacía referencia al emprendimiento de esta manera:
"El nuevo pueblo Gardey, ubicado en una de las zonas más feraces de la Provincia, rodeada de una campaña rica y próspera y prestigiado con todo el impulso que es capaz de darle su fundado está llamado a ser un gran centro de población, donde la propiedad duplicará su valor año tras año y donde los adelantos implantados serán verdadero atractivo para nuevos pobladores.
Sus calles bien delineadas y rodeadas de árboles en algunas de ellas ya y en proyecto en otras: la forma de venta que obliga a poblarse compactamente desde un principio a fin de facilitar los servicios públicos (arreglos de calle, alumbrado, etc.) la fundación de una escuela (actualmente en construcción) y que muy pronto funcionará y mil otras ventajas entre las que descuella en primer línea ALUMBRADO PUBLICO que será eléctrico, y a un precio ínfimo por producirlo una turbina en el Chapaleofú, arroyo que agrega un nuevo impulso al futuro pueblo, todo ello descuentan como hecho establecido inmenso porvenir de las tierras que remataremos en Gardey".
Sus calles bien delineadas y rodeadas de árboles en algunas de ellas ya y en proyecto en otras: la forma de venta que obliga a poblarse compactamente desde un principio a fin de facilitar los servicios públicos (arreglos de calle, alumbrado, etc.) la fundación de una escuela (actualmente en construcción) y que muy pronto funcionará y mil otras ventajas entre las que descuella en primer línea ALUMBRADO PUBLICO que será eléctrico, y a un precio ínfimo por producirlo una turbina en el Chapaleofú, arroyo que agrega un nuevo impulso al futuro pueblo, todo ello descuentan como hecho establecido inmenso porvenir de las tierras que remataremos en Gardey".

La turbina instalada en el arroyo Chapaleofú que iba a abastecer el alumbrado público solamente distribuyó energía a la estancia Las Horquetas.
El 1 de octubre de 1914 se inauguró la escuela provincial N.º 19 construida directamente por Guglieri.

## Películas filmadas en la zona
La localidad fue escenario de las películas Que vivan los crotos de Ana Poliak, El linyera de Enrique Larreta, Los chicos de la guerra y Gardey, ayer y hoy presentados en el Festival de Cine de Tandil.

## Educación y cultura

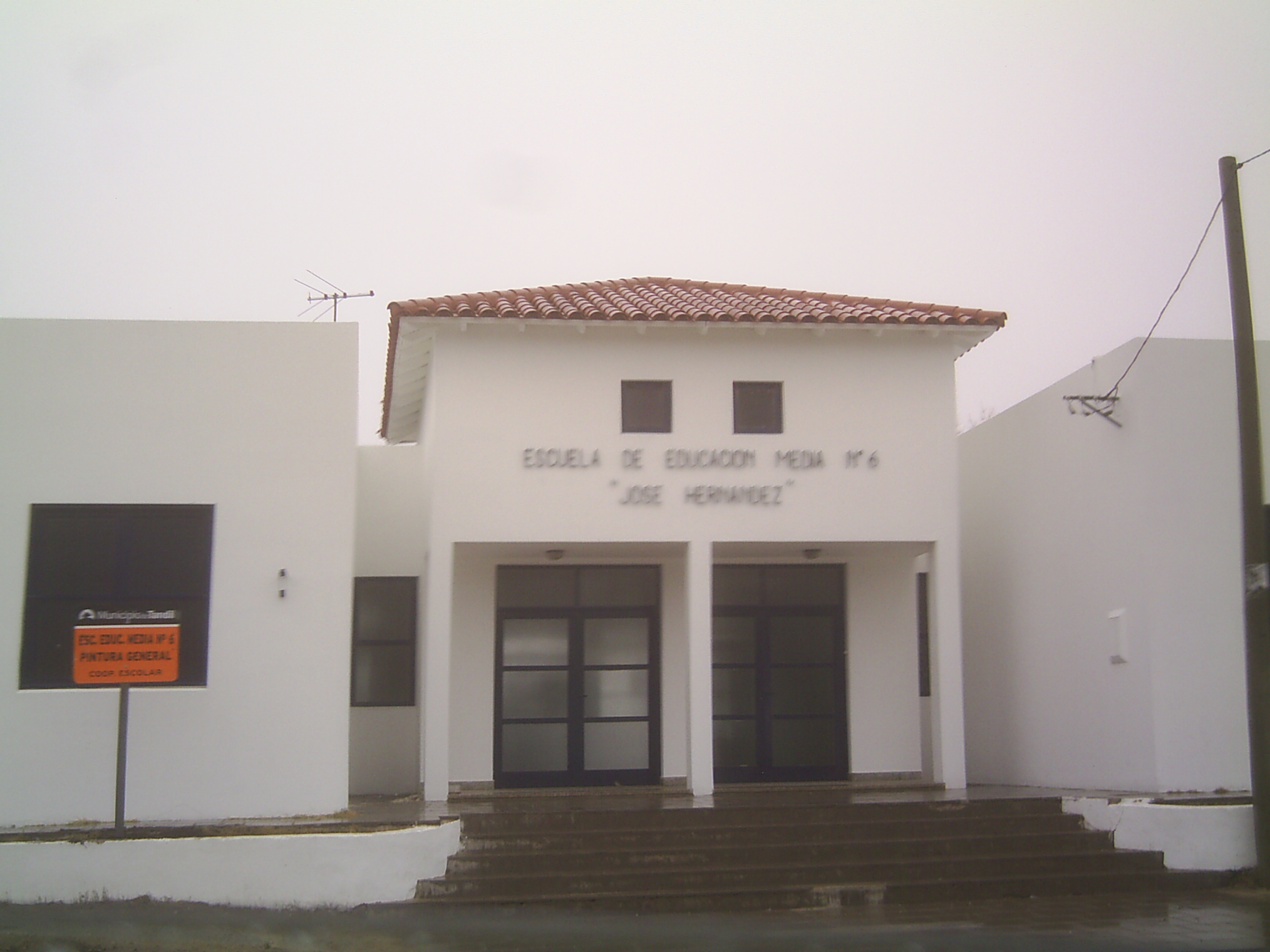

Tiene los tres niveles educativos: jardín de infantes, una escuela primaria, una secundaria para niños y adultos, además hay una escuela de teatro. Los docentes llegan desde la ciudad de Tandil en combis que llegan los días de clase al pueblo y en la iglesia se dictan talleres de manualidades en el CENTRO CULTURAL LAS HORQUETAS. Tiene una biblioteca pública
El grupo musical "Las voces de Chapaleofú" es parte de la cultura popular que la completan el club ferroviario, la sede del Racing Club, los 4 Ases y La Vieja Esquina con horarios flexibles para el público.